# Elspot
Elspot, elbörsen Nord Pools dagliga spotmarknad för handel med el. Marknaden är en så kallad "day ahead"-marknad där handeln sker timme för timme för nästkommande dygn och med avslut senast klockan 12. Priser, omsättning med mera för nästkommande dygn publiceras dagligen på Nord Pool Spots webbplats ungefär från och med klockan 13.